# 真格基金
真格基金（英語：ZhenFund）是中国一家专注于种子期、天使轮至A轮的‌早期投资机构‌，累计管理资金总规模超120亿人民币。

## 历史
真格基金是由徐小平、王强先生于 2011 年联合红杉资本中国基金创立的早期投资机构，主要投资于人工智能、企业服务、医疗健康、大消费、移动互联网等领域。

## 投资
真格基金投资了 800 余家创业公司，包括小红书、Nuro、依图科技、地平线、Momenta、燧原科技、晶泰科技、AutoX、思谋科技、爱笔智能、找钢网、罗辑思维、兴盛优选、美菜、出门问问、蜜芽等。
其中已陆续上市的有世纪佳缘(NASDAQ: DATE)、聚美优品(NYSE: JMEI)、兰亭集势(NYSE: LITB)、51Talk(NYSE: COE)、牛电科技(NASDAQ: NIU)、老虎证券(NASDAQ: TIGR)、亿航智能(NASDAQ: EH)、逸仙电商(NYSE: YSG)、优客工场(NASDAQ: UK) 、水滴筹(NYSE: WDH)、格灵深瞳(688207) 、禾赛科技（NASDAQ：HSAI）等。